# Неспостережний
Неспостережна сутність (також знана як невідчутна сутність) — це сутність, чиє існування, природу, властивості, якості чи зв'язки безпосередньо не спостерігаються людьми. У філософії науки типові приклади «неспостережних» сутностей це сила тяжіння, причинно-наслідкові зв'язки та вірування чи бажання. :7 Розрізнення між спостережними і неспостережними сутностями це осердя в розрізненні Іммануїлом Кантом між ноуменами та феноменами, а також у розрізненні Джоном Локом між первинними та вторинними якостями . Теорія про те, що неспостережні об'єкти, постульовані науковими теоріями, існують, називається науковим реалізмом. Це контрастує з інструменталізмом, який стверджує, що ми повинні утримуватися від онтологічних зобов'язань щодо неспостережних, навіть якщо для наукових теорій корисно посилатися на них. Існують значні розбіжності щодо того, які об’єкти слід класифікувати як неспостережні, наприклад, чи вважаються неспостережними бактерії, досліджені за допомогою мікроскопів, чи позитрони, вивчені за допомогою хмарних камер. Різні поняття неспостережності були викладені відповідно до різних типів перешкод для їх спостереження.

## Кант про ноумени
Розрізнення між «спостережними» і «неспостережними» сутностями подібне до розрізнення Іммануїлом Кантом між ноуменами і феноменами . Ноумени — це речі в собі, тобто необроблені речі в їх обов'язково непізнанному стані перш ніж вони пройдуть через формалізувальний апарат почуттів і розуму, щоб стати об'єктами сприйняття, які він називає «феноменами». За Кантом, люди ніколи не можуть пізнати ноумени; все, що люди знають, це феномени.

## Лок про первинні та вторинні якості
Розрізнення Канта схоже на розрізнення Джона Лока між первинними та вторинними якостями. Вторинні якості – це те, що люди сприймають, наприклад, почервоніння, стрекотіння, тепло, затхлість або солодкість. Первинні якості — це фактичні якості самих речей, які породжують вторинні якості, які люди сприймають.

## Філософія науки
Онтологічна природа та епістемологічні проблеми, що стосуються неспостережуваних це центральні теми у філософії науки. Теорія про те, що неспостережувані об'єкти, постульовані науковими теоріями, існують, називається науковим реалізмом. Це різниться від інструменталізму, який стверджує, що ми повинні утримуватися від онтологічних зобов’язань щодо неспостережуваних сутностей, навіть якщо для наукових теорій корисно покликатись до них.
Поняття спостережності відіграє центральну роль у конструктивному емпіризмі. Згідно з ван Фраасеном, мета наукових теорій це не істина про всі сутності, а лише істина про всі спостережні сутності. Якщо теорія істинна в цьому обмеженому сенсі, її називають емпірично адекватною теорією. Ван Фраасен характеризує спостережність контрфактично: «X спостережний, якщо існують такі обставини, що, якщо X присутній для нас за цих обставин, то ми спостерігаємо його».
Клопіт з цією та подібними характеристиками полягає у визначенні точного охоплення того, що є неспостережним. По суті немає суперечок щодо того, що звичайні повсякденні предмети, які ми можемо сприймати без будь-яких допоміжних засобів спостережні. До таких об'єктів належать, наприклад, дерева, стільці чи собаки. Але суперечки починаються з тих випадків, коли сприйняття без сторонньої допомоги не вдається. Це охоплює такі випадки, як використання телескопів для вивчення далеких галактик, використання мікроскопів для вивчення бактерій або використання хмарних камер для вивчення позитронів.
Ці та подібні приклади спонукали деяких філософів поставити під сумнів цінність різниці між спостережуваним і неспостережуваним взагалі.

## Види неспостережності
Меткалф розрізняє три типи неспостережних сутностей. Одне — це логічно неспостережне, яке містить суперечність. Прикладом може бути довжина, яка і довша, і коротша за задану довжину. Друге — це практично неспостережне, те, що ми можемо уявити як спостережне за допомогою відомих можливостей відчуття людини, але ми не можемо спостерігати через практичні труднощі. Третій вид — це фізично неспостережене, те, що ніколи не може бути спостережене будь-якими наявними можливостями відчуття людини.

## Дивись також
- Емпіризм
- Логічний позитивізм
- Феноменологія
- Раціоналізм
- Теорія прихованої змінної
- Об'єкт розуму[en]
- Якщо в лісі впаде дерево
- Невидимий хаос
- Проксі (статистика)[en] для неспостережної змінної